# 菱形十二面体第2種
菱形十二面体第2種（りょうけいじゅうにめんたいだいにしゅ、ひしがたじゅうにめんたいだいにしゅ、英語: second rhombic dodecahedron / rhombic dodecahedron of the second kind / Bilinski dodecahedron）とは、等面菱形多面体の一種であり、1960年にスタンコ・ビリンスキーによって発見された。
通常の菱形十二面体の面の対角線の比が {\displaystyle 1:{\sqrt {2}}} であるのに対し、この立体の面の対角線の比は黄金比となっており、これは菱形三十面体の構成面と合同である。菱形二十面体の菱形を8枚取り除くことによって作ることができる。

## 性質
以下では、黄金数を φ とする。
- 面の形状
  - 鈍角の角度: {\displaystyle 2\tan ^{-1}\varphi \simeq 116.57^{\circ }}
  - 鋭角の角度: {\displaystyle 2\cot ^{-1}\varphi \simeq 63.43^{\circ }}
  - 長い対角線 : 短い対角線 : 辺 = {\displaystyle \varphi :1:{\sqrt {\varphi +2}}}